# 愛發關
愛發關（あらちのせき）是設在近江國和越前國國境的關。和東海道的鈴鹿關和東山道的不破關合稱三關。
詳細的位置不確定，但是一般認為在福井縣敦賀市南部山區的北陸道沿線。候補地有敦賀市疋田和敦賀市道口2處。根據文書記錄、發掘調査、近年的研究，現在以敦賀市疋田較有力。

## 歷史
天智天皇時代，為了防衛近江宮，防範來自東國的入侵而設置。一般認為和郡衙、軍團有同等以上的規模。天平寶字8年（764年），藤原仲麻呂反亂之際，為了防止藤原前往其子所在的越前國而閉關。延曆8年（789年），廢止。弘仁元年（810年），藥子之變時，無關閉愛發關的記錄，取而代之的是近江國的逢坂關，此時愛發關應該已經完全廢止。